# Tsippi Fleischer
Tsippi Fleischer (født 21. maj 1946 i Haifa, Israel) er en israelsk komponist, lærer og pianist.
Fleischer som er af polsk afstamning, hører til Israels fremmeste komponister i nyere tid.
Hun studerede på Rubin Conservatory of Music. Fleischer underviser på Bar-llan university of Music.
Hun har skrevet 5 symfonier, orkesterværker, kammermusik, klaverstykker, sange etc.

## Udvalgte værker
- Symfoni nr. 1 (1995) - for orkester
- Symfoni nr. 2 (1998-2000) - for orkester
- Symfoni nr. 3 (2000) - for orkester
- Symfoni nr. 4 (2000) - for orkester
- Symfoni nr. 5 (2002-2004) - for orkester
- "Mit folk" (1995) - for orkester
- "Saltkrystaller" (1995) - for orkester
- Oratorium (1991-1992) - for guitar og mandolinorkester, blandet kor og orkester
- "Ligesom to grene" (1989) (Kantate på arabisk) - for kammerkor, 2 oboer, salveri, cello og tjære
- "Natkjolen" (1988) - magnetbåndstykke med stemmer fra beduinbørn
- "I bjergene i Armenien" (1988) - for armenske piger, fortæller, klarinet på magnetbånd
- "I et kromatisk humør" (1986) - for klaver